# Notopleura
Genre
 (janvier 2025).
Notopleura est un genre de plantes de la famille des Rubiaceae. Les végétaux de ce genre sont originaires des forêts tropicales et humides du continent américain.

## Description
Le genre Notopleura compte 100 espèces de plantes qui sont généralement des arbustes, petits arbres ou des plantes grimpantes.
Ses espèces sont soit des plantes directement au sol ou alors, elles sont épiphytes. Les plantes poussant directement au sol sont souvent non ramifiées, généralement dressées; les feuilles sont opposées et entières avec des stipules à appendice interpétiolaire succulent ou élargies en une lame membraneuse voir tout simplement absentes;  les inflorescences sont pseudo-axillaires; possédant 2 pyrènes. Les plantes épiphytes sont le plus souvent ramifiées, généralement grimpantes; les feuilles sont opposées et entières avec stipules ayant un appendice interpétiolaire succulent voir absent;  les inflorescences sont terminales ou pseudo-axillaires; ayant 2 à 6 pyrènes. Les fleurs de toutes les espèces de ce genre sont blanches et chaque fleur est constituée d'un style mises à part certaines espèces qui sont distyles c'est-à-dire possédant 2 styles.
Ces plantes sont souvent charnues voir succulentes.
Les fruits sont blancs, orange, rouges et plus rarement noirs. De plus, ils sont apparemment propagés par les oiseaux.

## Distribution et habitat
Le genre Notopleura est originaire des forêts tropicales et humides d'Amérique. Les espèces de ce genre vivent de la basse à haute altitude. Quelques-unes de ses espèces ont été introduites avec succès dans certains pays d'Afrique et d'Océanie.

## Sous-genres
Le genre Notopleura est divisé en 2 sous-genres :
- Notopleura ssbg. Notopleura qui reprend la majeure partie des espèces et qui sont des espèces poussant directement au sol.
- Notopleura ssbg. Viscagoga qui reprend une minorité d'espèces qui sont épiphytes.

## Liste des espèces
- Notopleura acuta
- Notopleura aequatoriana
- Notopleura aggregata
- Notopleura agostinii
- Notopleura albens
- Notopleura aligera
- Notopleura amicitiae
- Notopleura aneurophylla
- Notopleura aneurophylloides
- Notopleura angustissima
- Notopleura anomothyrsa
- Notopleura araguensis
- Notopleura bahiensis
- Notopleura biloba
- Notopleura bryophila
- Notopleura callejasii
- Notopleura camponutans
- Notopleura capacifolia
- Notopleura capitata
- Notopleura chapensis
- Notopleura cincinalis
- Notopleura cocleensis
- Notopleura congesta
- Notopleura corniculata
- Notopleura corymbosa
- Notopleura costaricensis
- Notopleura crassa
- Notopleura cundinamarcaba
- Notopleura decurrens
- Notopleura discolor
- Notopleura dukei
- Notopleura elegans
- Notopleura epiphytica
- Notopleura episcandens
- Notopleura fernandezii
- Notopleura hondurensis
- Notopleura humensis
- Notopleura hurtadoi
- Notopleura hypolaevis
- Notopleura iridescens
- Notopleura lanosa
- Notopleura lateralis
- Notopleura lateriflora
- Notopleura latistipula
- Notopleura leucantha
- Notopleura longiflora
- Notopleura longipedunculoides
- Notopleura longissima
- Notopleura macrophylla
- Notopleura macropodantha
- Notopleura madida
- Notopleura marginata
- Notopleura maxonii
- Notopleura merumensis
- Notopleura micayensis
- Notopleura microbracteata
- Notopleura montana
- Notopleura multinervia
- Notopleura multiramosa
- Notopleura nepokroeffia
- Notopleura obtusa
- Notopleura pacorana
- Notopleura palestinae
- Notopleura panamensis
- Notopleura parasiggesiana
- Notopleura parasitica
- Notopleura parvifolia
- Notopleura patria
- Notopleura penduliflora
- Notopleura peperomiae
- Notopleura perpallifera
- Notopleura perparva
- Notopleura pilosula
- Notopleura pithecobia
- Notopleura plagiantha
- Notopleura polyphlebia
- Notopleura pyramidata
- Notopleura sallydavidsoniae
- Notopleura saulensis
- Notopleura scarlatina
- Notopleura siggersiana
- Notopleura spiciformis
- Notopleura standleyana
- Notopleura steyermarkiana
- Notopleura subimbricata
- Notopleura submarginalis
- Notopleura sucrensis
- Notopleura tapajozensis
- Notopleura terepaimensis
- Notopleura thesceloantho
- Notopleura tolimensis
- Notopleura tonduzii
- Notopleura torrana
- Notopleura triaxillaris
- Notopleura tubulistipula
- Notopleura uberta
- Notopleura uliginosa
- Notopleura vargasiana
- Notopleura wilburiana
- Notopleura zarucchiana